# Halmaheramonarch
De halmaheramonarch (Carterornis pileatus; synoniem: Monarcha pileatus) is een zangvogel uit de familie Monarchidae (monarchen).

## Verspreiding en leefgebied
Deze soort is endemisch op de Molukken en telt twee ondersoorten:
- C. p. pileatus: Halmahera.
- C. p. buruensis: Buru.

## Status
De grootte van de populatie is niet gekwantificeerd maar de soort wordt omschreven als vrij algemeen. Op de Rode lijst van de IUCN heeft deze soort de status niet bedreigd.